# Claus Wellenreuther
Claus Wellenreuther (* 1935 in Mannheim) ist ein deutscher Unternehmer und Mitbegründer der SAP.

## Leben
Wellenreuther studierte an der Universität Mannheim das Fach Betriebswirtschaft mit Schwerpunkt auf Operations Research.
Seine Dissertation zum Thema Markoffsche Prozesse und ihre Anwendung auf Wartesysteme legte er 8. Juli 1968 bei Walter Georg Waffenschmidt und Rudolf Henn vor. Danach war Wellenreuther in Mannheim bei IBM tätig. Dort war er an der Entwicklung von Finanzbuchhaltungs-Systemen beteiligt. Ende 1971 verließ er jedoch IBM, um eine Standardfinanzbuchhaltung mit Stapelverarbeitung zu programmieren. Kurz darauf schloss er sich seinen ehemaligen IBM-Kollegen Hasso Plattner, Dietmar Hopp, Hans-Werner Hector und Klaus Tschira an, die Anfang 1972 IBM ebenfalls verlassen hatten, um eine Standardsoftware für die Echtzeitverarbeitung zu entwickeln. Zusammen gründeten die fünf in Weinheim das Softwareunternehmen Systemanalyse und Programmentwicklung, aus dem 1988 die SAP AG wurde. Wellenreuther war insbesondere für die Architektur und das Konzept des Finanzbuchhaltungs-Moduls von SAP R/2 verantwortlich.
Wellenreuther verließ das Unternehmen bereits 1980 aus gesundheitlichen Gründen. Er erhielt als Abfindung eine Million DM.
1982 gründete er das Unternehmen DCW Software (Dr. Claus Wellenreuther GmbH & Co. KG), das er zu einem Spezialisten für mittelständische ERP-Software ausbaute. 2003 wurde das Unternehmen von SAP übernommen. Die als „Deal unter Freunden“ bezeichnete Übernahme verärgerte viele DCW-Kunden, die sich bewusst für eine Alternative zur SAP-Software entschieden hatten. 2004 wurde das Unternehmen mit der Steeb Anwendungssysteme GmbH zusammengeführt.